# Sivia (distrito)
Sivia é um distrito do peru, departamento de Ayacucho, localizada na província de Huanta.

## Transporte
O distrito de Sivia é servido pela seguinte rodovia:
- PE-28H, que liga a cidade de Pangoa  (Região de Junín)  ao distrito de Ayna (Região de Ayacucho)
- PE-28B, que liga o distrito de Pacaycasa  à cidade de Ayna[1][2][3]